# ℟
Cette page contient des caractères spéciaux ou non latins. S’ils s’affichent mal (▯, ?, etc.), consultez la page d’aide Unicode.
Le caractère ℟ est appelé « répons ».
Son caractère Unicode est 211F.

## Utilisation
Le caractère typographique ℟  sert à introduire un répons dans les livres utilisés dans la liturgie.
Lorsque l’on ne dispose pas de ces caractères, « ℣ » et « ℟ » sont remplacés respectivement par « V/ » (V barre) et « R/ » (R barre).